# Bulbophyllum tylophorum
Bulbophyllum tylophorum là một loài phong lan thuộc chi Bulbophyllum.